# Pavučnjak
Pavučnjak – wieś w Chorwacji, w żupanii zagrzebskiej, w mieście Samobor. W 2011 roku liczyła 569 mieszkańców.